# Saul Perlmutter
Saul Perlmutter (Champaign-Urbana, Illinois, 22. rujna 1959.), američki astrofizičar. Diplomirao (1981.) na Harvardovu sveučilištu u Cambridgeu, doktorirao (1986.) na Kalifornijskom sveučilištu u Berkeleyu, gdje je profesor fizike. U Lawrence Berkeley National Laboratory istražuje supernove dalekoga svemira i tamnu energiju. Otkrio je da tamna energija čini 73% svemira, odnosno da je posve nepoznata narav većine tvari - energije u svemiru. Promatranjem dalekih supernova otkrio je da se širenje svemira ubrzava, za što je s B. Schmidtom i A. Riessom 2011. dobio Nobelovu nagradu za fiziku.

## Supernova
Supernova je zvijezda u eksploziji, kojoj se sjaj tijekom nekoliko tjedana poveća i za 20 magnituda te u svemir velikom brzinom, bliskom brzini svjetlosti, odbacuje velik dio svoje tvari. Velika količina oslobođene energije (zračenje supernove neko je vrijeme usporedivo sa zračenjem cijele galaktike) omogućava sintezu kemijskih elemenata masivnijih od željeza. U središtu nakon eksplozije ostaje, ovisno o preostaloj masi, neutronska zvijezda ili crna rupa.
Prema vrsti spektra i uzroku eksplozije razlikuju se supernove prve vrste (tip I) i supernove druge vrste (tip II):
- supernove prve vrste su supernove kojima spektri ne sadrže linije vodika. Bilježe se u starim populacijama zvijezda, galaktičkom halou. Nastaju kad u bliskom dvojnom sustavu zvijezda u kojem je jedna zvijezda bijeli patuljak druga zvijezda dođe u fazu crvenoga diva i njezina se tvar počne prelijevati na bijeloga patuljka. Do eksplozije bijeloga patuljka dolazi kada njegova masa nadmaši Chandrasekharovu granicu ili, rjeđe, ako se dvije zvijezde približe i spoje i njihova zajednička masa nadmaši Chandrasekharovu granicu.
- supernove druge vrste su supernove kojima spektri sadrže linije vodika. Bilježe se u mlađim populacijama zvijezda, galaktičkom disku. Nastaju pri eksploziji zvijezda velikih masa (više od 8 Sunčevih masa) koje su iscrpile svoje nuklearno gorivo. Zvijezda kojoj je u jezgri preostalo samo željezo naglo se stišće i zagrijava (stvaranje atoma masivnijih od željeza apsorbira energiju pa se zvijezda ne može suprotstaviti djelovanju gravitacijske sile). Kada se jezgra zvijezde stisne na gustoću jezgre atoma, stiskanje se zaustavlja, stvara se val koji se počinje gibati prema vanjskim slojevima zvijezde te dolazi do sudara i eksplozije.

Prema obliku krivulje sjaja supernove prve vrste (tip I) mogu se podijeliti na tri podvrste (a, b i c), a supernove druge vrste (tip II) na četiri podvrste (b, L P i n).
Pojave supernova zabilježili su kineski astronomi 1054. u zviježđu Biku (ostatak je maglica Rakovica ili Messier 1), T. Brahe 1572. u zviježđu Kasiopeji (ostatak je radioizvor Cassiopeia A) i J. Kepler 1604. u zviježđu Zmijonoscu. U prosjeku se u galaktikama poput naše pojavljuje po jedna supernova svakih stotinu godina. Označuju se kraticom, godinom pojave i redoslijedom pojave; na primjer kratica SN 1987A označava da se ta supernova (SN) pojavila prva (slovo A) u 1987.
Zbog velikoga sjaja supernove služe za utvrđivanje udaljenosti galaktika u kojima se nalaze, posebno one prve vrste (tip Ia) koje, zbog toga što su svi bijeli patuljci međusobno slični, postižu podjednaki najveći sjaj (apsolutne magnitude – 19).